# Museu das Remoções
O Museu das Remoções é um museu comunitário a céu aberto, localizado na Vila Autódromo, comunidade da Zona Oeste do Rio de Janeiro. 

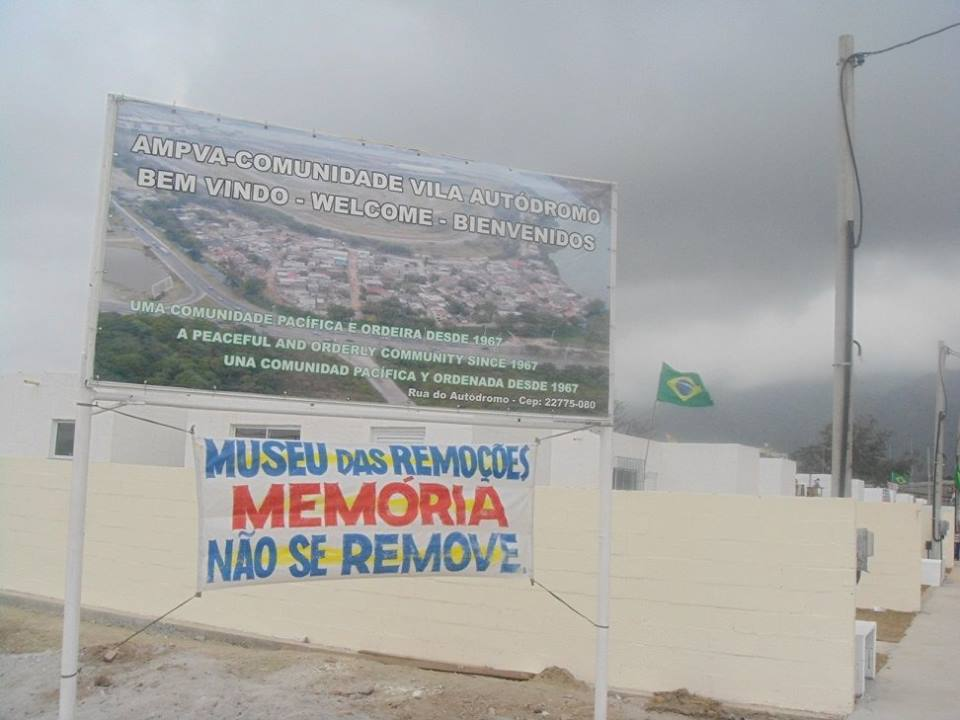
Entrada da atual Rua Vila Autódromo.

## Histórico
Fundado em 18 de maio de 2016 (Dia Internacional dos Museus) como parte da resistência contra a política urbana adotada no período anterior às Olimpíadas Rio 2016, o museu foi idealizado pelo museólogo e ativista social Thainã de Medeiros. No processo pré-Olimpíadas, a cidade testemunhou a remoção de "cerca de 77.206 pessoas, entre 2009 e 2015, conforme dados apresentados pela Prefeitura do Rio de Janeiro, em julho de 2015" (Dossiê do Comitê Popular da Copa e Olimpíadas do Rio de Janeiro). Só na Vila Autódromo, mais de 500 famílias foram removidas. 
A construção do museu teve a participação de alunos da Arquitetura e Urbanismo da Universidade Anhanguera, sob a coordenação da professora, arquiteta e urbanista Diana Bogado. Entre abril e maio de 2016, foram construídas sete esculturas feitas a partir de escombros. Cada peça representou um lugar significativo para o processo de remoção. A seleção dos locais foi feita a partir de oficinas de memória realizadas com moradores, ex-moradores e apoiadores da Vila Autódromo.
Hoje, a equipe do museu é formada por voluntários de diversas áreas de conhecimento. Atuam, em parceria, os moradores da Vila Autódromo e agentes externos.

## Missão e objetivos do museu
O Museu das Remoções apresenta dois ideais principais: Preservar a memória e a história de pessoas que passam por remoções arbitrárias, e servir como instrumento de luta, não somente para a Vila Autódromo, mas também para outras comunidades. O Museu busca representar resistência e luta, com alcance nacional. 
O museu também promove eventos artísticos que servem para difundir, propagar e provocar reflexão sobre as situações de opressão. São realizados debates, oficinas, exposições, projeções, entre outras manifestações.